# Leyton

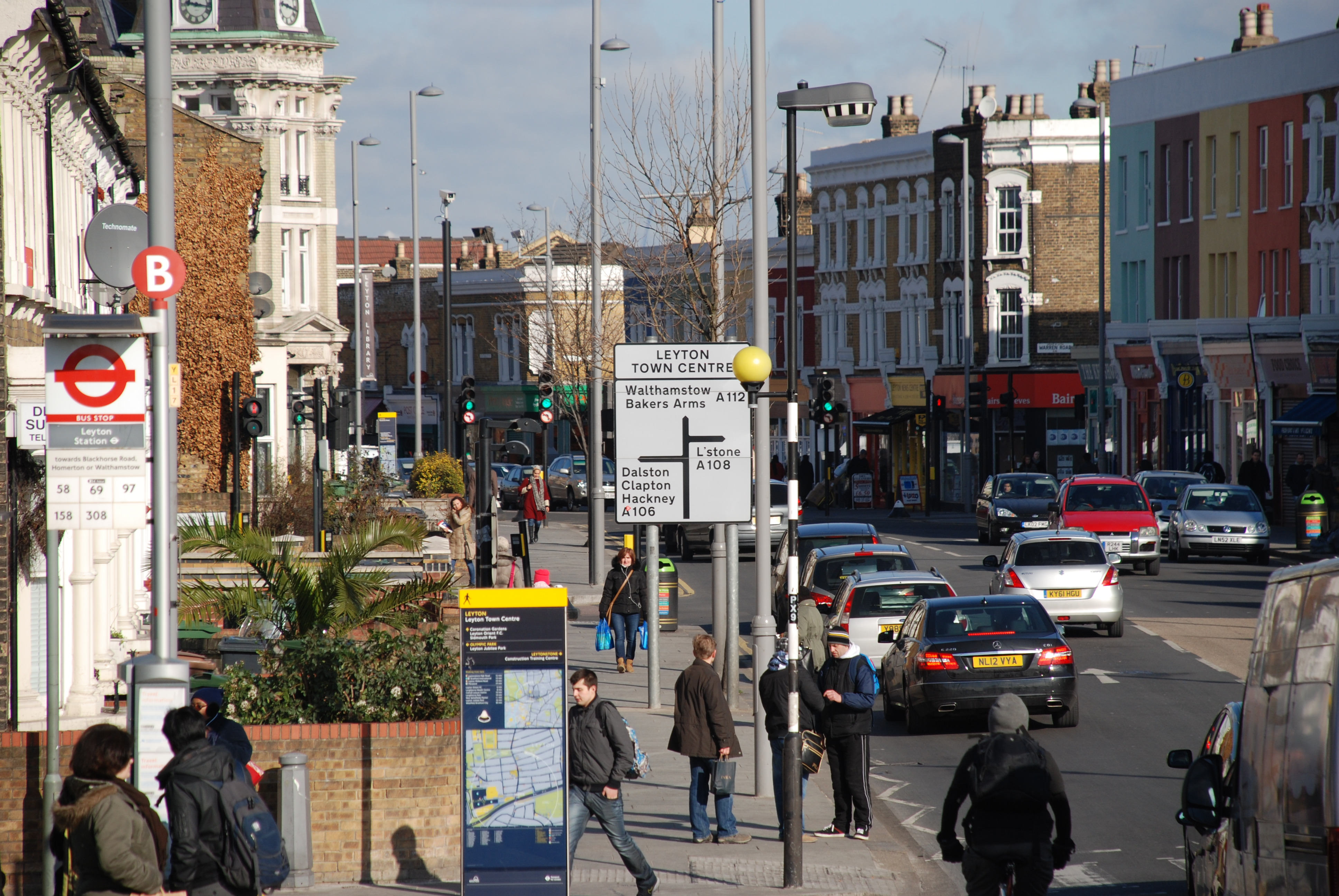
Centrum van Leyton

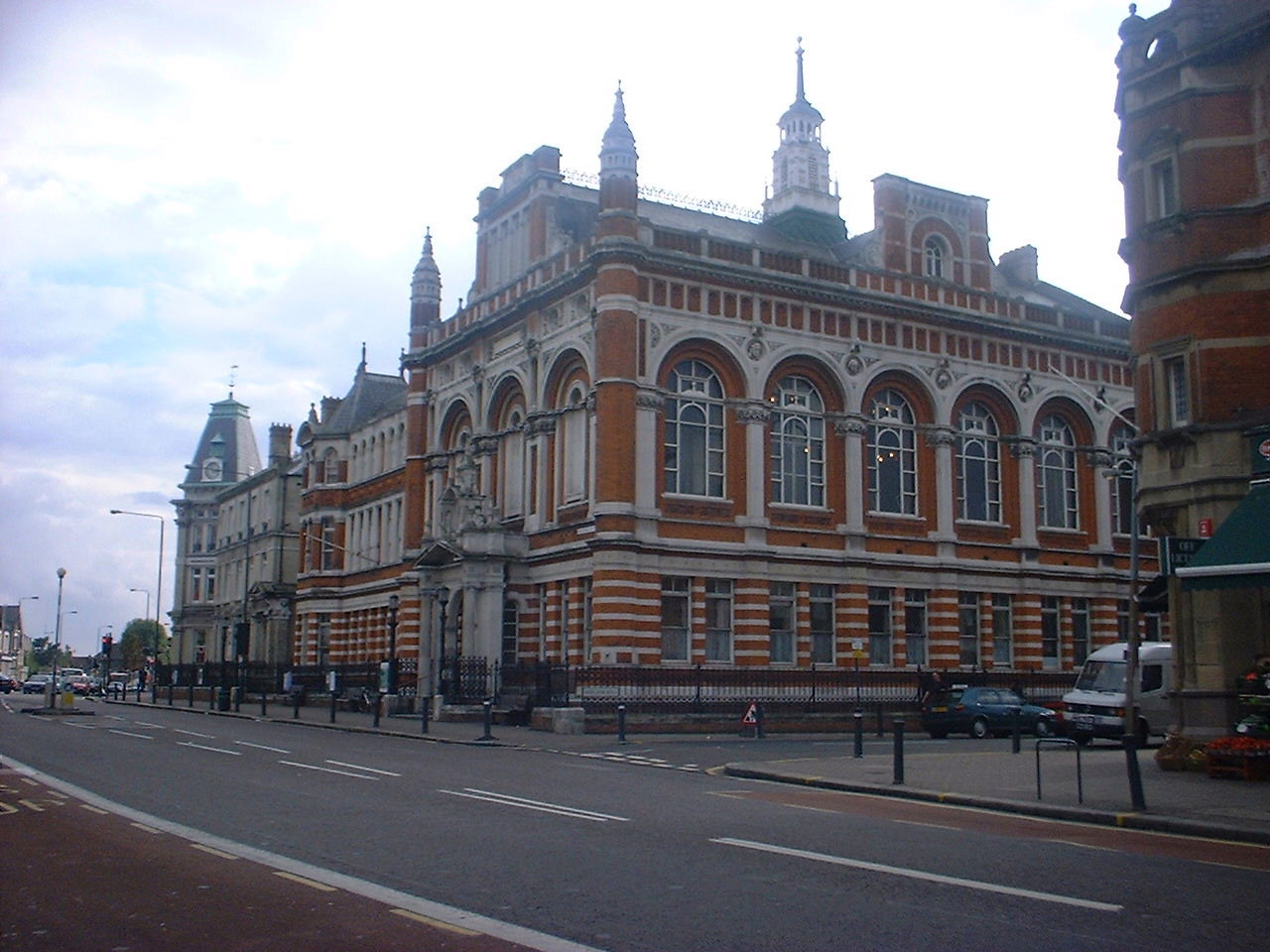
Gemeentehuis

Leyton is een wijk in het Londense bestuurlijke gebied Waltham Forest, in de regio Groot-Londen.
Voetbalclub Leyton Orient FC is afkomstig uit de wijk.